# Cary Grant
Archibald Alexander Leach med kunstnernavnet Cary Grant (født 18. januar 1904, død 29. november 1986), var en engelskfødt skuespiller, der var en af Hollywoods største stjerner i 1940'erne og 1950'erne. Det amerikanske filminstitut har udråbt ham til at være den næststørste mandlige filmstjerne i historien ("Greatest Male Star of All Time").

## Tidlige liv og karriere
Archie Leach blev født i Horfield, Bristol, England. Han var enebarn (før han blev født havde hans forældre fået en anden søn, der døde som spæd) og havde en forvirret og ulykkelig barndom. Hans mor, Elsie, blev indlagt på et sindssygehospital, da han var ni år gammel. Hans far (som senere havde et forhold til en anden kvinde, som han fik en søn med) fortalte ham, at moderen var død, og først i 1935 fandt han ud af, at hun var i live og indlagt. 
Som 13-årig blev han smidt ud af Fairfeld Grammar School i Bristol og løb hjemmefra. Han sluttede sig til Bob Penders omrejsende teatertrup som sanger og danser og til tider jonglør. Han kom til New York, USA i 1920 på en to-årig turné med teatertruppen. Da truppen returnerede til England, besluttede han sig for at blive i USA. Han fik arbejde som livredder på Coney Island om sommeren, og om vinteren var han gadesælger eller gik han rundt på stylter med reklameskilte, ind imellem en-aftensjobs som sanger og danser.
I 1923 vendte han tilbage til England og begyndte at optræde i musicals. Arthur Hammerstein opdagede ham og tog ham med tilbage til New York for at medvirke i musicalen Golden Dawn. Dette blev efterfulgt af optræden i andre Broadway-musicals og i 1931 optrådte han i St. Louis, hvor han medvirkede i tolv operetter.

## Hollywood
I 1931 tog han til Hollywood, hvor han fik kontrakt med Paramount og tog navnet Cary Grant. Efter at have spillet flere biroller, fik han en mindre, men prominent rolle overfor Marlene Dietrich i Von Sternbergs Den blonde Venus. Mae West gav hans karriere et løft, da hun valgte ham som medspiller i She Done Him Wrong. Det var til Grant, at hun sagde de berømte ord: "Why don't you come up sometime 'n see me?"
På få år fik Grant etableret en karriere som den romantiske hovedrolleindehaver. Men karrieren kom for alvor på skinner i 1937-38, hvor han med en kontrakt hos RKO og Columbia Pictures viste sit store talent for screwball comedy i film som Topper, The Awful Truth, Han, hun og leoparden (Bringing Up Baby) og To mennesker gør sig fri (Holiday). Han udviklede sin karakteristiske og populære filmpersonlighed som den sofistikerede, vittige og charmerende (om end til tider upålidelige) mand, og dette gjorde ham til en af filmpublikummets største favoritter i mere end tre årtier. En typisk og en af Grants bedst kendte film er Natten før brylluppet (The Philadelphia Story), hvor han spiller overfor Katharine Hepburn og James Stewart. Her spiller han den charmerende men uberegnelige mand, hvis intelligente og viljestærke eks-kone (Hepburn) til sidst indser, at han – på trods af sine fejl – er uimodståelig. Som Grant selv sagde: "Jeg spiller mig selv til perfektion" ("I play myself to perfection"). Hans ungdommelige charme og beherskelse af sin unikke stil var med til at gøre den tiltrækkende Grant til en af Hollywoods mest succesfulde stjerner, og han var i lang tid den mest populære hovedrolleindehaver i romantiske komedier. Det er blevet sagt, at ingen ældes bedre end Cary Grant. 
Cary Grant var en af Alfred Hitchcocks favoritskuespillere. Hitchcock var ellers kendt for ikke at kunne lide skuespillere og sagde, at Grant var den eneste skuespiller, han havde holdt af hele sit liv ("the only actor I ever loved in my whole life"). Grant medvirkede i Hitchcock-klassikere som Mistanken (Suspicion), Berygtet (Notorious), Fang tyven (To Catch a Thief) og Menneskejagt (North by Northwest). 
I midten af 1950'erne startede Grant sit eget produktionsselskab, Grantley Productions, og producerede en række film distribueret af Universal, heriblandt Operation Petticoat, Indiscreet, That Touch of Mink (med Doris Day) og Father Goose. 
Selvom han blev nomineret til to oscars i 1940'erne, fik han aldrig en oscar i løbet af sin aktive karriere. Dette skyldtes måske filmselskabernes modvilje mod, at han som en af de første skuespillere satte sig op mod det etablerede studiesystem, hvor filmstudierne på det tidspunkt kontrollerede næsten hele skuespillernes liv og bestemte hvad de måtte og ikke måtte gøre. Grant gjorde sig uafhængig og var i stand til selv at kontrollere alle aspekter af sin karriere. Først ved oscar-uddelingen i 1970 fik han en æres-Oscar for sin samlede karriere (Academy Award for Lifetime Achievement).
I de sidste par år af sit liv tog Grant på turné i USA med showet "A Conversation with Cary Grant", hvor han viste klip fra sine film og svarede på spørgsmål fra publikum. Det var lige før en af disse arrangementer, at Cary Grant den 29. november 1986 fik et slagtilfælde og døde på hospitalet få timer senere.

## Privatliv
Cary Grants privatliv var kompliceret og fire af hans fem ægteskaber endte i skilsmisse. Der verserede rygter om hans seksuelle orientering, om end ingen af hans ekskoner bragte dette emne på banen under skilsmisserne. 
I 1932 mødte han skuespillerkollegaen Randolph Scott under indspilningerne til Hot Saturday, og igennem tolv år boede de ind imellem sammen i et lejet hus på stranden, kendt som "Bachelor Hall". Dette førte til rygter om, at Grant og Scott var elskere. Forfatterne Marc Elliot, Charles Higham og Roy Moseley anser Grant for at have været biseksuel. Higham og Moseley påstår, at Grant og Scott blev set kysse på en offentlig parkeringsplads uden for et sted, de begge kom i 1960'erne. I sin bog Hollywood Gays, refererer Boze Hadleigh et interview med den homoseksuelle filminstruktør George Cukor, der sagde om det påståede forhold mellem Scott og Grant: "Cary vil ikke tale om det. Han vil højst sige, at de indspillede nogle vidunderlige film sammen. Men Randolph indrømmer det – til sine venner" ("Oh, Cary won't talk about it. At most, he'll say they did some wonderful pictures together. But Randolph will admit it – to a friend."). 
Ifølge manuskriptforfatteren Arthur Laurents var Grant i bedste fald biseksuel ("at best bisexual"). William J. Manns bog Behind the Screen: How Gays and Lesbians Shaped Hollywood, 1910-1969 fortæller, hvordan fotografen Jerome Zerbe tilbragte "tre homoseksuelle måneder" (hans ord) i filmkolonien med at tage mange billeder af Grant og Scott – billeder der angiveligt bekræftede deres homoseksualitet ("attesting to their involvement in the gay scene"). Zerbe fortæller, at han ofte tilbragte tid med de to skuespillere og "fandt dem både varme, charmerende og lykkelige". Desuden påstår Darwin Porter i sin bog Brando Unzipped (2006), at Grant havde en homoseksuel affære med Marlon Brando. 
Mange forfattere synes ikke at være i tvivl om Grants biseksualitet, selvom han aldrig opfattede sig selv som sådan. Han havde mange homoseksuelle venner, heriblandt Cukor, William Hines og den australske kunstner og kostumedesigner Orry-Kelly, men intet tyder på, at han havde et forhold til dem. Da Chevy Chase spøgte med, at Grant skulle være homoseksuel i et tv-interview med Tom Snyder i 1980 ("Oh, what a gal!"), sagsøgte Grant ham og vandt. Grant klagede også over Chevy Chase-episoden til filminstruktøren Peter Bogdanovich og insisterede på, at han ikke var homoseksuel, og at selvom han ikke havde noget imod homoseksuelle, så var han det simpelthen ikke selv (ordvekslingen er refereret i Bogdanovichs bog fra 2005 Who the Hell's in It?). Grant anså rygterne om hans homoseksualitet for at være et ekko af mediernes falskhed. Det skal desuden tilføjes, at Grant havde adskillige heteroseksuelle forhold igennem sit liv. Han blev gift fem gange, og under indspilningerne til The Pride and the Passion havde han en passioneret kærlighedsaffære med Sophia Loren og tryglede hende om at gifte sig med ham. Hun valgte dog i stedet Carlo Ponti. 
Grants første kone var skuespillerinden Virginia Cherrill. De blev gift den 10. februar 1934 og skilt godt et år senere, den 26. marts 1935. Grant blev amerikansk statsborger i 1942, og samme år giftede han sig med millionærarvingen Barbara Hutton og blev stedfar for hendes søn Lance Reventlow. Parret blev sarkastisk kaldt "Cash and Cary". Da de blev skilt i 1945, afviste Grant dog at modtage penge fra ægtepagten, og de to forblev venner. Grants tredje kone var skuespiller og forfatter Betsy Drake. Dette blev hans længste ægteskab (25. december 1949 – 14. august 1962). I en alder af 62 fik Grant sit eneste barn, Jennifer, med sin fjerde hustru, den 28-årige skuespillerinde Dyan Cannon, som var gift med fra 22. juli 1965 til 28. maj 1967. Den 11. april 1981 giftede Grant sig med den britiske hotel pr-agent Barbara Harris (47 år yngre end ham), og dette ægteskab holdt til hans død i 1986.

## Filmografi
- This Is the Night (1932)
- Sinners in the Sun (1932)
- Singapore Sue (1932) (kortfilm)
- Merrily We Go to Hell (1932)
- Devil and the Deep (1932)
- Den blonde Venus (Blonde Venus, 1932)
- Hot Saturday (1932)
- Madame Butterfly (1932)
- Hollywood on Parade (1932) (kortfilm)
- She Done Him Wrong (1933)
- Woman Accused (1933)
- Hollywood on Parade No. 9 (1933) (short subject)
- The Eagle and the Hawk (1933)
- Gambling Ship (1933)
- Jeg er ikke nogen engel (I'm No Angel, 1933)
- Alice in Wonderland (1933)
- Thirty Day Princess (1934)
- Born to Be Bad (1934)
- Kiss and Make Up (1934)
- Ladies Should Listen (1934)
- Enter Madame (1935)
- Wings in the Dark (1935)
- The Last Outpost (1935)
- Pirate Party on Catalina Isle (1935) (short subject)
- Sylvia Scarlett (1935)
- The Amazing Quest of Ernest Bliss (1936)
- Big Brown Eyes (1936)
- Suzy (1936)
- Wedding Present (1936)
- When You're in Love (1937)
- Topper (1937)
- The Toast of New York (1937)
- Den frygtelige sandhed (The Awful Truth, 1937)
- Han, hun og leoparden (Bringing up Baby, 1938)
- To mennesker gør sig fri (Holiday, 1938)
- Gunga Din (1939)
- Kun engle har vinger (Only Angels Have Wings, 1939)
- In Name Only (1939)
- Sensationen (His Girl Friday, 1940)
- Min yndligshustru (My Favorite Wife, 1940)
- The Howards of Virginia (1940)
- Natten før brylluppet (The Philadelphia Story, 1940)
- Penny Serenade (1941)
- Mistanken (Suspicion, 1941)
- The Talk of the Town (1942)
- Once Upon a Honeymoon (1942)
- Mr. Lucky (1943)
- Destination Tokyo (1943)
- Once Upon a Time (1944)
- Road to Victory (1944) (short subject)
- None But the Lonely Heart (1944)
- Arsenik og gamle kniplinger (Arsenic and Old Lace, 1944)
- Without Reservations (1946) (cameo)
- Night and Day (1946)
- Berygtet (Notorious, 1946)
- The Bachelor and the Bobby-Soxer (1947)
- Biskoppens kone (The Bishop's Wife, 1947)
- Jims ønskehus (Mr. Blandings Builds His Dream House, 1948)
- Every Girl Should Be Married (1948)
- I Was a Male War Bride (1949)
- Crisis (1950)
- People Will Talk (1951)
- Room for One More (1952)
- Foryngelseskuren (Monkey Business, 1952)
- Dream Wife (1953)
- Fang tyven (To Catch a Thief, 1955)
- An Affair to Remember (1957)
- Stolthed og lidenskab (The Pride and the Passion, 1957)
- Kys dem fra mig (Kiss Them for Me, 1957)
- Indiskret (Indiscreet, 1958)
- Houseboat (1958)
- Menneskejagt (North by Northwest, 1959)
- Operation Petticoat (1959)
- The Grass Is Greener (1960)
- Sig det med mink (That Touch of Mink, 1962)
- Charade (1963)
- Father Goose (1964)
- A Tribute to the Will Rogers Memorial Hospital (1965) (kortfilm)
- Skynd dig langsomt, mand (Walk, Don't Run, 1966)
- Elvis - That's The Way It Is (1970) (dokumentar)